# Southern Pacific (band)
Southern Pacific was een Amerikaanse countryband uit Californië.

## Bezetting
- Tim Goodman[2] (zang, gitaar)
- Keith Knudsen[3] (zang, drums)
- John McFee[4] (zang, gitaar, multi-instrumentalist)
- Jerry Scheff[5] (basgitaar)
- Glenn D.Hardin[6] (piano)

## Geschiedenis
In 1983 ontmoetten de ex-Doobie Brothers-leden John McFee, Keith Knudsen (1948-2005) en de sessie-muzikant Steve Goodman elkaar in Los Angeles en besloten een band te formeren. Samen met Jerry Scheff en Glenn D. Hardin namen ze demo's op, die spoedig hun weg vonden naar Nashville. In 1984 werd daar het kwartet als Southern Pacific gecontracteerd.
In 1985 verscheen hun debuutalbum Southern Pacific. De single Thing About You van dit album, waarbij Emmylou Harris maatgevend meewerkte, kon zich plaatsen in de country top 20. Iets later verlieten Sheff en Hardin de band en werden vervangen door Kurt Howell en het vroegere CCR-lid Stu Cook. In 1986 verscheen hun tweede album Killbilly Hill. Vervolgens verliet Goodman de band en David Jenkins werd zijn vervanger. Twee jaar later werd met Zuma hun derde album geproduceerd. De single New Shade of Blue plaatste zich in de countryhitlijst (#3). Jenkins verliet de band en Southern Pacific ging als kwartet verder. Na de productie van twee verdere albums werd de band in 1993 ontbonden. Knudsen en McFee keerden terug naar de Doobie Brothers die sinds 1987 weer optraden.

## Discografie

### Albums
- 1985: Southern Pacific
- 1986: Killbilly Hill
- 1988: Zuma
- 1990: Country Line
- 1991: Greatest Hits